# Francesco Feroni
Francesco Feroni (Empoli, 16 giugno 1614 – Firenze, 18 gennaio 1696) è stato un mercante, politico e funzionario italiano, protagonista di una irresistibile ascesa economica e sociale. Fu funzionario granducale sotto Cosimo III e senatore del Granducato di Toscana.

## Biografia

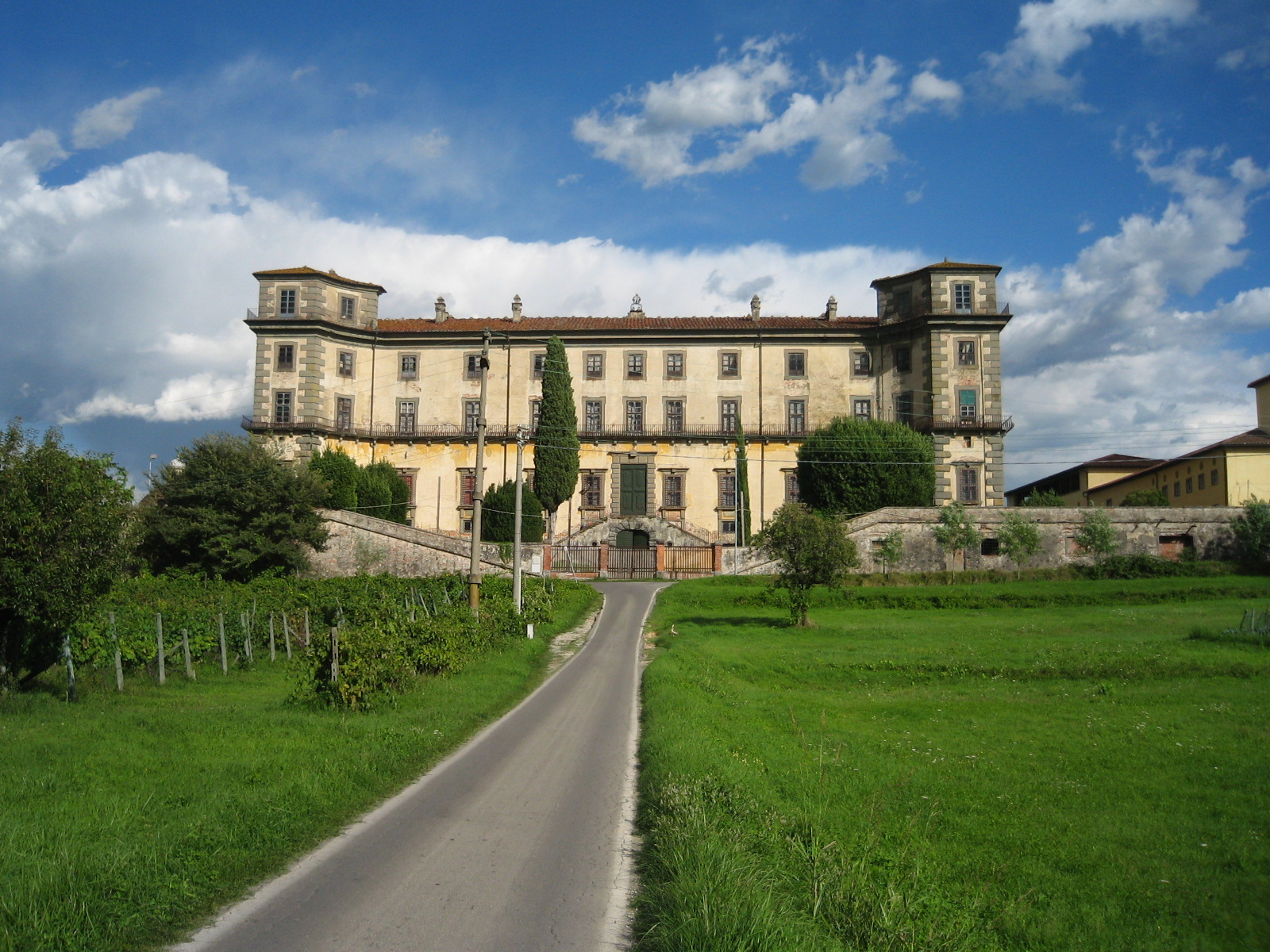
Villa Bellavista, comprata dal Feroni al suo ritorno in Toscana

Nato a Empoli nel 1614, figlio di un tessitore (o tintore) di lana, Francesco Feroni iniziò a lavorare come mercante a Livorno. Intorno al 1640 venne inviato ad Amsterdam dai Buonaccorsi, famiglia di banchieri fiorentini, per curare i loro affari. Ad Amsterdam rimase molti anni, e sviluppò una poliedrica attività mercantile ed imprenditoriale. Come mediatore, riuscì a portare a termine una trattativa complicata tra la Compagnia Olandese delle Indie Occidentali e i genovesi titolari dell'asiento per conto del Re di Spagna. Con i soldi ricavati dalla trattativa, Francesco Feroni riuscì ad allestire una propria flotta di quattro navi (la Speranza, la Prudenza, la Santa Caterina - in onore alle donne di casa - e la San Giovanni/San Cosimo - in onore al santo della sua patria e al principe Cosimo III de' Medici).
La dichiarazione di guerra all'Olanda da parte di una coalizione anglo-francese, l'invasione francese per via terrestre dell'Olanda avvenuta nel 1672 e il desiderio di far ritorno in Toscana, lo spinse ad accettare l'offerta del granduca Cosimo III de' Medici per un incarico prestigioso di funzionario a Firenze. Cosimo III, che era stato ospite nel 1667 dello stesso Feroni nella sua casa di Amsterdam ed era rimasto colpito dal carattere volitivo di questo mercante empolese e dal fasto della sua dimora, cercava difatti nuove figure da inserire nell'apparato burocratico toscano. Nel 1673 Cosimo III nominò Francesco Feroni senatore del Granducato di Toscana e Depositario Generale (una sorta di ministro delle Finanze di oggi), carica che il Feroni mantenne fino alla morte, divenendo così uno dei più importanti funzionari granducali.
Nel 1677, Feroni in qualità di Depositario Generale, l'auditore fiscale Emilio Luci, il senatore Alamanno Arrighi e il senatore Orazio Marucelli, denunciarono nelle loro Considerazioni per la riforma del magistrato dei Nove la situazione di grave indebitamento, dovute anche alle forti imposte e alle malversazioni di alcuni camarlinghi locali, in cui si trovavano le comunità del contado e di distretto.
Dal 1681 al 1693, alcune proposte furono effettivamente sperimentate, ma la situazione non migliorò in maniera significativa, tanto che i riformatori settecenteschi poterono denunciare qualche anno dopo le stesse ingiustizie già evidenziate dal Feroni, dal Luci, dall'Arrighi e dal Marucelli, nel 1677.
Nel 1681, dopo l'acquistò della Fattoria medicea di Bellavista, Cosimo III lo nominò marchese di Bellavista. Nello stesso anno il Feroni acquistò parte dell'antico palazzo Spini Feroni, eleggendolo a sua dimora fiorentina. In una lettera del Bassetti gli era stato infatti consigliato di stabilirsi in Toscana, poiché col suo patrimonio di 170.000 scudi in Spagna o in Francia o a Venezia o a Roma sarebbe stato un "homo ordinario", mentre a Firenze avrebbe fatto la "figura di principale signore". In effetti il Feroni fu uno delle figure più benestanti del Granducato, e splendente nelle ricche committenze artistiche.
Francesco Feroni morì a Firenze nel 1696, e fu sepolto nella cappella di famiglia nella basilica della Santissima Annunziata.